# Patrick Rouble
Patrick Rouble est un ancien homme politique canadien, qu'il était député de la circonscription électorale de Lac Southern à l'Assemblée législative du Yukon de 2002 à 2011. Il est était ministre de l'éducation et ministre de l'énergie, des mines et des ressources du territoire. Il a été assermenté au cabinet le 28 octobre 2006.

## Carrière politique
Membre du Parti du Yukon, il réside à Marsh Lake. Il est élu à l'Assemblée législative du Yukon pour la première fois lors des élections territoriales du 4 novembre 2002, et réélu  l'en octobre 2006.
En tant que ministre de l'éducation, il détient également la responsabilité des questions d'immigration. Il ne se représentera pas aux élections de 2011.
Il est allé au Collège de Saint-Lawrence (en) de Kingston, et termine un MBA à l'Université Royal Roads de Victoria en Colombie-Britannique.